# Mariage homosexuel au Costa Rica

Le Costa Rica (en bleu en bas à gauche), est le seul pays souverain d’Amérique centrale à avoir légalisé le mariage homosexuel.

Le mariage homosexuel est légal au Costa Rica depuis mai 2020. Il s'agit du premier pays à l'avoir légalisé en Amérique centrale, et le vingt-neuvième dans le monde.

## Historique
Le Costa Rica met en place des ersatz d'unions civiles en adoptant le 1er juillet 2013 une loi, promulguée le 4 juillet, permettant à tous les couples qui vivent ensemble pendant trois ans de bénéficier de plusieurs droits tels que le mariage de fait en common law et l’obligation alimentaire.
Le 9 janvier 2018, la Cour interaméricaine des droits de l'homme se prononce sur une résolution déposée par le Costa Rica en 2016 et tranche en faveur d’une reconnaissance du droit au mariage homosexuel dans plusieurs pays américains. La Cour détermine que la Commission interaméricaine des droits de l'homme dont sont signataires ses membres exige et requiert la légalisation du mariage homosexuel, sans pour autant que les pays ne soient contraints dans les faits à la mettre en œuvre.
La question de la légalisation devient par la suite le thème principal de l'élection présidentielle costaricienne de 2018. Le gouvernement sortant annonce en effet qu'une loi entérinera la décision dans un avenir proche, et la quasi-totalité des candidats à la présidence se déclarent en faveur d'une légalisation. Seul le candidat protestant évangélique (et pasteur) Fabricio Alvarado du Parti de la restauration nationale s'y oppose, proposant d'aller jusqu'à la sortie du pays de la Cour interaméricaine s'il le faut. Dans les jours suivant, Fabricio Alvarado se retrouve en tête des sondages, alors qu'il oscillait jusque-là entre la quatrième et la dernière place. Dans une interview, il déclare que la Cour interaméricaine a « violé notre souveraineté et passé outre nos institutions ». Il reconnaît également qu'il doit à son opposition au mariage homosexuel de l'avoir « catapulté » en tête des intentions de vote.
L'élection prend peu à peu la forme d'un référendum sur le mariage homosexuel, cristallisant le vote d'une population plus conservatrice que sa classe dirigeante. Plusieurs candidats reviennent ainsi sur leurs déclarations favorables des premiers jours et adoptent une posture plus nuancée, affirmant être contre à titre personnel mais ne pas avoir l'intention de s'opposer à la décision de la Cour. Par contraste, le candidat du Parti d'action citoyenne (PAC), Carlos Alvarado, ouvertement favorable à la légalisation, capte rapidement le vote progressiste, notamment chez les jeunes. Un second tour opposant « les deux Alvarado », candidats pourtant mineurs quelques mois auparavant, devient subitement envisageable. Ces derniers se qualifient pour le second tour, au cours duquel le candidat pro-mariage homosexuel Carlos Alvarado l'emporte par un peu plus de 60 % des suffrages.
La question remonte entretemps jusqu'à la Cour suprême de justice du pays. Le 8 août 2018, cette dernière déclare inconstitutionnels les passages du Code de la famille interdisant le mariage homosexuel, et donne à l'Assemblée législative dix-huit mois pour légiférer sa légalisation. Passé ce délai, qui débute à partir de la publication de la décision de la cour le 26 novembre, le mariage homosexuel deviendra automatiquement légal sur décision de la Cour. Début 2020, l'opposition conservatrice tente sans succès d'obtenir un délai supplémentaire, arguant de la difficulté de légiférer au cours de la pandémie de Covid-19, une proposition rejetée par l'assemblée.
En l'absence de législation, la légalisation du mariage homosexuel devient effective le 26 mai 2020, après expiration du délai.